# فرودگاه لا روشل – ایل دو ر
فرودگاه لا روشل – ایل دو ر  (به فرانسوی: Aéroport de La Rochelle - Ile de Ré) یک فرودگاه همگانی با کد یاتا LRH است که یک باند فرود آسفالت دارد و طول باند آن ۲۲۵۵ متر است. این فرودگاه در شهر لروشل کشور فرانسه قرار دارد و در ارتفاع ۲۳ متری از سطح دریا واقع شده است.